# Margarodes carvalhoi
Margarodes carvalhoi är en insektsart som beskrevs av Costa 1950. Margarodes carvalhoi ingår i släktet Margarodes och familjen pärlsköldlöss. Inga underarter finns listade i Catalogue of Life.